# Jerry Bruckheimer
Jerome Leon „Jerry“ Bruckheimer (* 21. září 1943 Detroit, Michigan, Spojené státy americké) je americký filmový a televizní producent. Patří mezi nejúspěšnější a nejvýdělečnější producenty všech dob. Jeho produkce utržila jenom v kinech přes 4 miliardy dolarů (úspěšnějšími producenty jsou jen Steven Spielberg a Kathleen Kennedy (producentka Stevena Spielberga). Při zahrnutí zisků z videotrhu a prodeje soundtracků šplhají výsledné až k 11 miliardám.
Jeho produkce je typická relativně omezeným počtem žánrů, podobně jako častými spolupracemi s podobným hereckým „ansámblem“ – namátkou Nicolas Cage, Will Smith, Denzel Washington, režisérskými osobnostmi – Tony Scott, Michael Bay, Gore Verbinski, Jon Turteltaub, ale i kameramany, střihači, skladateli a členy produkčních týmů.

## Biografie
Narodil se v Detroitu 21. září 1943 jako syn židovských imigrantů, kteří připluli do Spojených států amerických ve 20. letech 20. století. Vychováván byl v židovské dělnické čtvrti, kde již od malička projevoval své organizační schopnosti.
„Organizoval jsem baseballový tým v deseti letech, hokejový v jedenácti nebo dvanácti. Vždycky jsem uměl dávat věci dohromady aby fungovaly. Uspokojuje mě stát v pozadí a sledovat, jak něco funguje, což dělám i teď“
Studoval na Mumford High School v Detroitu, a již tam se projevoval jako nadaný fotograf. V roce 1963 odešel do Arizony. Tam při studiu psychologie na University of Arizona projevoval zájem o fotografování, který ho částečně dovedl k reklamě. Prvním krokem k filmu pak byla praxe v reklamním průmyslu v rodném Detroitu. Když si jeho kvalit (a obzvláště pak spot pro Pontiac GTO 1968, který byl stylizován jako parodie filmu Bonnie a Clyde) všiml magazín Time, projevila o něj zájem renomovaná reklamní kancelář BBDO a Jerry Bruckheimer se přestěhoval do New Yorku, kde pro ni pak následně čtyři roky pracoval.

## Filmová produkce
Tvorba reklam pro něj byla průpravou a životní zkušeností před vstupem do Hollywoodu. Z New Yorku se přesunul do Los Angeles, kde již roku 1972 zastával funkci koproducenta (associate producer) u filmu Culpepperovi hoši. S jeho režisérem Dickem Richardem spolupracoval následně na dalších třech filmech, přičemž již v roce 1975 jako producent. Do roku 1982 produkoval celkem devět filmů, povětšinou však spíše nízkorozpočtových a s nepříliš vysokou ekonomickou úspěšností.
Zlom v jeho kariéře přinesl rok 1982, kdy potkal o dva roky staršího Dona Simpsona, bývalého vedoucího výroby ze studií Paramount. Jejich první spolupráce dala vzniknout produkčnímu duu Don Simpson/Jerry Bruckheimer Films a jejich debutu – filmu Flashdance. Dějově poněkud plytký, vizuálně však působivý film o svářečce snící o kariéře tanečnice, vypadal sice jako celovečerní videoklip, ale jen v Spojených státech amerických vydělal bezmála 93 milionů dolarů. Tento snímek nastavil standard jejich další produkce – jednoduchý přímočarý příběh zabalený do co nejlesklejšího a nejbombastičtějšího obalu. K tomu často dopomáhali (a dopomáhají) režiséři, jejichž původ je, stejně jako Bruckheimerův, v reklamě nebo tvorbě hudebních videoklipů.
Jeho kariéra ve třech stádiích:

### 1972–1982
V těchto letech začínal nejprve jako vedoucí výroby na westernu Culpepperovi hoši (známé též jako Culpepperovi hoši). S jeho režisérem Dickem Richardsem, který začínal také jako fotograf a pracovník v reklamním průmyslu, spolupracoval následně na dalších třech filmech. Patřila sem neo-noirová detektivka Sbohem buď, lásko má, de facto druhá adaptace stejnojmenného románu Raymonda Chandlera z roku 1940, v němž detektiv Phil Marlowe pátrá po nezvěstné přítelkyni svého klienta (ta první se jmenovala Murder, My Sweet a v roce 1944 ji režíroval Edward Dmytryk). V roli Phila Marlowea se objevil Robert Mitchum a v jedné z malých roliček se mihl Sylvester Stallone. V roce 1975 se podílel na produkci filmu Rafferty and the Gold Dust Twins, komedii o bývalém učiteli autoškoly, kterého unesou dvě mladé dívky a přinutí ho odvézt je do Las Vegas. Hlavní role ztvárnil Alan Arkin, Sally Kellermannová (známá jako major Houlihanová ve filmu M*A*S*H) a Mackenzie Phillipsová, která o dva roky dříve debutovala ve filmu Americké grafitti. Poslední spoluprací Jerryho Bruckheimera a režiséra Dicka Richardse bylo válečné drama Pochoduj nebo zemři, odehrávající se v době francouzských koloniálních válek.
Do 80. let 20. století vstoupil jako jeden z producentů filmu Výzva, městského dramatu, v němž se mladý námořník Tommy dostává do sporu s newyorským gangem. Režisérem byl John Flynn, mezi jehož nejznámější filmy Kriminál se Sylvesterem Stallonem. Úspěšnějším počinem byl Americký gigolo, kde se poprvé sešel s filmovým kritikem, scenáristou (mj. film Taxikář) a režisérem Paulem Schraderem. Richard Gere zde v jednom ze svých prvních filmů ztvárnil titulní úlohu gigola, jehož život na vysoké noze mu zkomplikuje obvinění ze smrti jedné z jeho klientek. Film s odhadovaným rozpočtem 4,8 milionů vydělal v amerických kinech přes 22 milionů.
Při práci na kriminálním dramatu Zloděj se poprvé (a naposledy) sešel s režisérem Michaelem Mannem. Druhým producentem filmu byl Ronnie Caan, bratr Jamese Caana, který ztvárnil hlavní roli profesionálního zloděje, jenž začne pracovat pro místního gangstera. Když se však rozhodne s touto prací skončit, zjistí, že to nebude tak jednoduché.
Druhé spojení Jerryho Bruckheimera a Paula Scghradera „erotická fantazie“ (jak zněl podtitul filmu) Kočičí lidé. Remake hororu z roku 1942 lákal především na vnady tehdy dvaadvacetileté Nastassji Kinské. Vedle ní pak poutal Malcolm McDowella a hudba Giorgio Morodera (s písní v podání Davida Bowieho. Film však u diváků propadl.
Oproti tomu relativní úspěch přinesla komedie Lékařská akademie (český distribuční název dostal film v porevolučním videokazetovém boomu ve snaze svést se na vlně úspěchu Policejní akademie)'. Garry Marshal, později režisér filmů jako Pretty Woman, Nevěsta na útěku či Deník princezny; zde parodoval filmy a seriály z lékařského prostředí a snímek má tak blíže než k Policejní akademii k filmu Připoutejte se, prosím!. Vedle mnoha nepříliš známých herců ze soap-oper televize ABC se zde mihla i Demi Mooreová.

### 1983–1996
K jeho setkání s Donem Simpsonem došlo již na počátku 70. let, přesněji roku 1973. Don Simpson tehdy pracoval pro Warner Bros. a z obou mužů se stali přátelé. Po rozvodu s první ženou Bonnie nějaký čas dokonce bydlel v Simpsonově domě. K jejich spolupráci v oblasti filmu však došlo až o deset let později.
V té době byl Don Simpson prezidentem výroby ve studiích Paramount a z této pozice se podílel na produkci filmů jako Americký gigolo, Městský kovboj, 48 hodin, Důstojník a džentlmen. Právě strategie Dona Simpsona, filmového scenáristy, producenta, příležitostného herce a bouřliváka utvořila směr následujících let.
„Jak všichni víte, měl jsem partnera, který začínal jako publicista. A on říkal: ‘Když budeš tu práci dělat, musíš si zásluhu za filmy přivlastnit ty, protože jinak to udělá někdo jiný.’ A obvykle vám studio nechce připsat zásluhy za filmy, protože ty si chtějí ponechat oni. Chtějí, aby to byl film Paramountu, a ne film Simpsona a Bruckheimera“
Už jejich první spolupráce nastavila standard jejich další produkce – hudební film v režii Andriana Lynea Flashdance, který se v roce 1983 stal s hrubým ziskem bezmála 93 milionů $ třetím nejvýdělečnějším filmem v USA (hned za Návratem Jediů s 252 miliony a Cenou za něžnost se 108 miliony. Rok na to tento úspěch předčili.
Film Policajt v Beverly Hills (společně se svým žánrovým předkem „multirasového buddy-filmu“ 48 hodin z produkce Joela Silvera) udělal hvězdu z Eddie Murphyho. Společně se Simpsonem stáli za podstatnými změnami ve scénáři i obsazení. Režie se ujal Martin Brest, americký režisér, scenárista, producent a příležitostný herec. Film se stal nejúspěšnějším filmem roku 1984 a předběhl i Krotitelé duchů, Indiana Jonese a Chrám zkázy, Gremlins, Karate Kida nebo Policejní akademie. Jen během premiérového víkendu utržil film přes 15 milionů dolarů a celosvětová tržba dosáhla 316 milionů $. Při uvážení inflace jde o nejúspěšnějším film Dona Simpsona a Jerryho Bruckheimera na americkém kontinentu vůbec. Tentýž rok bylo uvedeno drama Zloděj citů. Příběh ženy, která se zamiluje do bývalého kriminálníka. Ten však ukradne její deník a využívá získané informace. Ve filmu, který byl značným zklamáním se v jedné z vedlejších rolí objevil David Caruso, pozdější poručík Horatio Caine z Kriminálky Miami.
Drobný neúspěch vyrovnal následující film, jehož námět našel sám Bruckheimer v California magazine. Článek o pilotní škole pro špičkové piloty ho zaujal fotografiemi stíhaček, ale i volacími jmény pilotů. Označil to za „Hvězdné války na zemi“ a rozhodl se přimět svého partnera k produkci, ke které došlo i přes prvotní problémy se studiem. Jako režisér byl osloven tehdy nepříliš známý Tony Scott, mladší bratr Ridleyho Scotta. Top Gun byl příběh jednoho z žáků pilotní školy, který je sice patrně nejlepší, ale rád riskuje. Film míchal akci s romantickou a na světě byl nejúspěšnější film roku 1986 v Americe. Z Toma Cruise se stala mezinárodně známá hvězda a producenti našli prvního "dvorního" režiséra.
Právě Tony Scott byl vybrán pro režírování Policajta v Beverly Hills 2, dalšího dobrodružství detroitského policisty Axela Foleyho, který se vrací do Beverly Hills, aby tam pomohl svým parťákům z prvního dílu vyřešit případ krádeže šperků a postřelení jejich šéfa. Druhý díl dal ještě větší prostor Eddiemu Murphymu a jeho živelnému a často improvizačnímu hereckému umění. Přestože si nevedl v kinech tak dobře jako první (celkem utržil necelých 300 milionů $), získali díky němu producenti exkluzivní smlouvu se studiem Paramount, která jim zaručovala nejen značný podíl z tržeb, ale i mnohamilionové rozpočty do dalších projektů.
Avšak hned následující projekt nedopadl ke spokojenosti ani jedné ze zúčastněných stran. Ve snaze navázat na úspěch Top Gunnu se čtveřice Simpson, Bruckheimer, Scott a Cruise pustili do natáčení Bouřlivých dní. Příběh živelného řidiče vozů na trati NASCAR, láska k mladé ženě, romantika. Rozpočet filmu byl však stále navyšován, scénář přepisován (zejména kvůli požadavkům Toma Cruise. Situaci nepomohly ani stále sílící drogové výstřelky Dona Simpsona, který se navíc obsadil do malé role italského řidiče Alda Bennedettiho. Film dosáhl v roce 1990 jen na 13. místo. Po „vzájemné dohodě“ následovalo ukončení smlouvy s Paramountem, avšak Bruckheimer a Simpson mezitím podepsali pětiletou neexkluzivní smlouvu s Hollywood Pictures, dceřinou společností studia The Walt Disney Company. Před sérií hitů z poloviny 90. let se podíleli s Ronaldem M. Bozmanem, Jeffrey Weissem a Richardem LaGravenesem v roce 1994 na kriminální komedii Nezvaný host. Tím je profesionální bytař, kterému se však lepí smůla na paty.
V roce 1995 byl do kin uveden film Mizerové. I zde se producenti značně podepsali na změnách scénáře a celkové koncepce filmu. Projekt nabídli studiu Columbia Pictures. Do hlavních rolí byli podobně jako v případě Policajta v Beverly Hills vybráni dva televizní afroameričtí komici – Martin Lawrence a Will Smith. Na post režiséra byl najat celovečerně debutující Michael Bay, který do té doby natáčel zejména videoklipy (mj. Meat Loaf, Lionel Richie, Tina Turnerová a skupina Chicago u filmu Bouřlivé dny). Film se sice ve Spojených státech amerických umístil až na 27 místě, ale producenti získali dalšího „dvorního“ režiséra.
Tony Scott natočil tentýž rok vojenské drama o vzpouře na jaderné ponorce Alabama, jejíž první důstojník Hunter (Denzel Washington) se snaží zabránit kapitánu Ramseymu (Gene Hackman) v odpálení jaderných hlavic po přerušení radiového signálu. Film se v amerických žebříčcích umístil na 11. místě a stvrdil pozici Tonyho Scotta v pozici vyhledávaného režiséra. O dvě příčky níže, tedy na 13. místě, se toho roku umístil film Nebezpečné myšlenky, natočené na motivy autobiografické knihy bývalé námořní důstojnice LouAnne Johnsonové My Posse Don't Do Homework (Moje banda nedělá domácí úkoly). Film navazující na tradici školních dramat popisuje snahu bývalé námořní důstojnice zvládnout problematickou třídu složenou zejména z Hispánců a Afroameričanů. Hlavním tahákem filmu byl jeho hudební motiv – skladba amerického rapera Coolia Gangsta's Paradise. Videoklip natočil Antoine Fuqua, o pár let později režisér dalšího filmu z jeho produkce.
Jeho druhá spolupráce s Michaelem Bayem na filmu Skála, měla sice rozpočet 75 milionů dolarů, ale tuto částku vydělal v amerických kinech během šestnácti dnů. Celkové tržby dosáhly 335 milionů dolarů. Bylo to poprvé, co byl Nicolas Cage obsazen do role akčního "hrdiny proti své vůli", aby se později stal nejobsazovanějším hercem z „Bruckheimerova ansámblu“. V šestašedesáti letech se do akční role (britského agenta) vrátil Sean Connery. Film se toho roku umístil v amerických kinech na sedmém místě co do tržeb, ale stal se jedním z nejoblíbenějších akčních filmů všech dob. Zároveň ale znamenal konec produkčního dua Don Sipson/Jerry Bruckheimer.

### 1996 – současnost
Don Simpson byl znám (mimo jiné) svojí zálibou v drogách (údajně za ně měsíčně utratil 60 000 dolarů), která začala narůstat do nezvladatelných rozměrů. Koncem roku 1995 ukončil se Simpsonem s partnerství. Dne 19. ledna 1996 byl Don Simpson nalezen mrtev ve svém bytě, kde zemřel na selhání srdce z důvodu předávkování (nalezen byl na podlaze své koupelny, kde si četl biografii Olivera Stonea a následná pitva našla v jeho těle bezmála 30 různých látek). Jeho bývalý šéf z Paramount Pictures Michael Eisner to měl okomentovat slovy „čekal jsem to už 20 let“. Film Skála byl dedikován Simpsonově památce.
Po smrti Dona Simpsona se předpokládalo, že je to konec produkčního dua, ale pravda byla taková, že produkční odpovědnost v letech 1995 a 1996 ležela více méně na něm samotném. Proto bylo logické, že vznikla společnost Jerry Bruckheimer Films, která produkuje do dnešní doby.
„Myslím si, že když Don zemřel, bylo všeobecné mínění asi takové, že já byl ten byznysmen a on byl ten kreativní, který přinášel všechny ty brilantní nápady a byl onou silou stojící za filmem, víte, tou kreativní silou. Myslím si, že bylo hodně lidí, kteří sázeli proti mně“
První samostatná produkce byl rok na to uvedený film Con Air. Zde navázal na tradici vyzkoušenou z dřívějších dob a v propagaci filmu ještě zintenzivnil důraz na své jméno, důsledkem čehož bylo jméno režiséra Simona Westa upozaděno. Velkotonážní akční film (který se nebere příliš vážně) si zahrával s myšlenkou, co kdyby bylo uneseno letadlo plné nejhorších zločinců. Nicolas Cage se proměnil do svalnatého člena speciálních jednotek, který si po nešťastném incidentu odpykal trest ve vězení a na svobodu ho má odvézt právě toto letadlo. Film vydělal solidních 224 milionů dolarů.
V roce 1998 spojil své síly s osvědčenými režiséry – Michaelem Bayem a Tony Scottem. Prvně jmenovaný režíroval katastrofický film Armageddon o záchraně země před blížícím se meteoritem. Ve Spojených státech amerických jej v úspěšnosti předehnalo pouze válečné drama Zachraňte vojína Ryana, avšak celosvětově jej s tržbami bezmála 554 milionů překonal. Čtvrtá spolupráce s Tony Scottem dala vzniknout kritikou dobře přijatému špionážnímu thrilleru Nepřítel státu, kde se Gene Hackman (točící s ním potřetí) a Will Smith (podruhé) snaží uniknout před zkorumpovanými zástupci státu. Špionážní reminiscence Coppolova Rozhovoru byl materiál, na kterém pracovali před Simpsonovou smrtí oba producenti společně, a proto byl uveden jako produkce Dona Simpsona a Jerry Bruckheimera. Ve Spojených státech dosáhl v roce 1998 na 15. místo a celosvětově utržil přes 250 milionů dolarů.
Rok 2000 přinesl do kin celkem tři filmy – remake stejnojmenného filmu z roku 1974 60 sekund, hudební film Divoké kočky a sportovní drama Vzpomínka na Titány. Společné bylo nejednoznačné přijetí, jak diváky, tak kritiky. Zatímco 60 sekund vydělal celosvětově 237 milionů dolarů a kritika svalovala neúspěch na nevýrazného režiséra Dominica Senu. Ještě horší přijetí měly Divoké kočky, jakási moderní parafráze na Flashdance – s tím rozdílem, že mladá hrdinka se chce stát textařkou. Na cestě za svým snem se nechá zaměstnat ve svérázném (v New Yorku existujícím) baru s názvem Coyote Ugly. Výsledkem bylo dosti neuspokojivé 42 místo ve Spojených státech amerických a celkové tržby 113 milionů dolarů. Třetí film si nevedl u diváku taky příliš dobře – Vzpomínka na Titány sice vydělala celosvětově něco přes 136 milionů dolarů, ale na rozdíl od Divokých koček měl film poloviční rozpočet. Dokonce i kritika byla ochotna ocenit kvality tohoto příběhu podle skutečnosti, popisující nelehkou cestu černošského trenéra a několika hráčů za úspěchem v jižanském fotbalovém družstvu na počátku 70. let 20. století. Hlavní chválu kritiky si zasloužil především představitel hlavní role Denzel Washington. Režisér Boaz Yakin později s Bruckheimerem spolupracoval jako jeden ze scenáristů filmu Princ z Persie: Písky času.
Podle některých kritiků však byly tyto filmy jen skromným "předkrmem" před premiérou následujícího roku – válečný spektákl Pearl Harbor s rozpočtem 140 milionů (a dalších 70 milionů stála jeho propagace) měl být hlavním lákadlem toho roku, ale výsledky v kinech nebyly tak ohromující, jak se čekalo – s celosvětovými tržbami 449 milionů dolarů se umístil až za filmy jako Harry Potter a Kámen mudrců, Pán prstenů: Společenstvo Prstenu nebo Shrek. Tříhodinová válečná romance Michaela Baye s Benem Affleckem, Joshem Hartnettem a Kate Beckinsale se některými motivy nápadně podobala českému Tmavomodrému světu, což ostatně uznávají i jeho tvůrci.
Zatímco Pearl Harbor kritika strhala, druhý válečný film toho roku Černý jestřáb sestřelen byl přijat velmi příznivě. Mark Bowden, reportér The Philadelphia Inquirer se chystal v roce 1999 vydat knihu o válečné operaci v somálském Mogadišu, která měla za cíl zajmout Mohamedda Faraha Aidida. Bruckheimer se dostal k textu ještě před vydáním, a tak měl možnost jako první koupit autorská práva. Pro režii kontaktoval Ridleyho Scotta, staršího bratra svého častého spolupracovníka Tonyho Scotta. Tento, dle některých zdrojů, ve své době nejnásilnější studiový film, se v roce 2001 umístil ve Spojených státech na 18. místě s celkovou tržbou bezmála 173 milionů amerických dolarů.
Následující roky se však projevil nepříliš uvážený výběr látek. Hned následující rok byla uvedena Česká spojka v režii Joela Schumachera. Akční komedie částečně natáčená v Praze (odtud český distribuční název) sázela na Anthonyho Hopkinse a Chrise Rocka. Ve filmu hrál i Marek Vašut či Petr Jákl. Snímek čelil zdrcující kritice a ani diváci se na něj nehrnuli. A tak film s náklady 70 milionů dolarů měl celosvětové hrubé tržby necelých 66 milionů.
Jeho reputaci nespravil ani následující počin, komedie Klokan Jack. Režie tohoto projektu byla svěřena Davidu McNallymu (Divoké kočky) avšak příběh dvou kamarádů, kteří putují do Austrálie, aby tam předali 50 000 dolarů, přičemž je dají do bundy, kterou shodou okolností obléknou klokanovi, kterého srazí autem, ale on nabude vědomí a odskáče, nepatřil mezi nejsilnější látky. Ačkoliv film vydělal o něco víc než Česká spojka, kritika byla ještě nemilosrdnější.
Neúspěch Klokana Jacka si vynahradil v roce 2003, když odstartoval prvním filmem multimilionové franšízy – Piráti z Karibiku: Prokletí Černé perly. První dobrodružství piráta Jacka Sparrowa (Johnny Depp) a kováře Willa Turnera (Orlando Bloom) snažících se zachránit Elizabeth Swannovou (Keira Knightley) ze zajetí prokleté posádky lodi Černá perla, které velí kapitán Hector Barbossa (Geoffrey Rush), vydělalo celosvětově bezmála 654 milionů dolarů. Ačkoliv jde o film na motivy pětiminutové zábavné jízdy v Disneylandu, bylo zřejmé že se zrodil fenomén. Režisér Gore Verbinski se stal dalším vítaným spolupracovníkem.
V roce 2003 se zatím naposledy sešel s režisérem Michaelem Bayem při natáčení filmu Mizerové II. Druhý návrat miamských policistů Mike Lowreyho a Marcuse Burnette stálo takřka sedmkrát tolik co první díl (+ 40 milionů na propagaci), avšak tržby nebyly nijak závratné (ve Spojených státech amerických na 11. místě) a celosvětové tržby 273 milionů dolarů.
Veronica Guerin, nízkorozpočtové drama (14 milionů dolarů) v režii Joela Schumachera s Cate Blanchett v titulní roli irské novinářky bojující proti narkomafii, je asi doposud jeho nejneobvyklejší práce. Sázka na dramatickou linii však nevyšla a hrubé tržby nepřesáhly 9,5 milionů dolarů.
V roce 2004 byl osloven Antoine Fuqua pro režii filmu Král Artuš. Příběh je založen na jedné z teorií, podle níž byl král Artuš římským vojákem jménem Lucius Artorius Castus, který velel římským legiím u Hadriánova valu. Ve Spojených státech amerických film propadl, v Evropě si vedl o trochu lépe, ale kritiky nebyly právě příznivé.
Tentýž rok ale odstartoval další frančízu – Lovci pokladů. Ačkoliv mělo jít o jeden film, celosvětové tržby 347 milionů dolarů přesvědčily tvůrce v příbězích archeologa a hledače pokladů Benjamina Gatese (Nicolas Cage), pokračovat. Ani zde nebyla kritika příliš nadšena a část viny za nedostatky svalovala na režiséra Jona Turteltauba, jehož solidní práci chybí intenzivní, silná stylizace, která je charakteristická pro ostatní režiséry z jeho stáje.
V roce 2006 uvedl do kin celkem tři filmy – další sportovní drama (tentokrát z prostředí basketbalu) Cestu za vítězstvím, druhý díl Pirátů z Karibiku a akční sci-fi thriller Déjà vu. Cestu za vítězstvím měla podobné téma jako Vzpomínka na Titány – rok 1966 a bílý trenér dovede čistě černošské basketbalové družstvo k vítězství. Nepříliš úspěšný počin vyvážili Piráti z Karibiku: Truhla mrtvého muže – zatímco kritika film cupovala, diváci plnili kina. Poprvé vydělal film z jeho produkce více než 1 miliardu dolarů. Spíše skromnějším počinem (oproti Pirátům měl třetinový rozpočet) byla další spolupráce s Tony Scottem a Denzelem Washingtonem na filmu Déjà vu. Agent antiteroristické jednotky Douglas Carlin (Denzel Washington) se pomocí nejmodernější techniky snaží vyšetřit teroristický útok v New Orleansu, aby nakonec zjistil, že mu může zabránit.
Rok na to přišli do kin třetí Piráti z Karibiku, tentokrát s podtitulem Na konci světa. Film měl celou sérii velkolepě uzavřít, ale nedlouho po sečtení tržeb začaly prosakovat na veřejnost informace, že se v ní bude pokračovat – ostatně hrubé tržby 960 milionů dolarů mluvily pro. Na podzim téhož roku šli do kin druzí Lovci pokladů: Kniha tajemství. Benjamin Gates (Nicolas Cage) byl tentokrát konfrontován s nálezem dlouho ztracených stránek z deníku vraha Abrahama Lincolna, podle nichž se na atentátu podílel i jeho předek, Thomas Gates. Při snaze očistit rodinné jméno se vrací takřka celý tým z prvního dílu a navíc i Gatesova matka, oscarová Helen Mirren. Druhý díl si vedl lépe než první a utržil celosvětově 457 mil. dolarů.
Ve snaze oslovit i ženskou část publika, vznikla roku 2009 adaptace stejnojmenného bestselleru Sophie Kinsella (vl. jm. Madeleine Wickham) Báječný svět shopaholiků. Kniha i film pojednávají o shopaholičce Becky Bloomwoodové, jejíž vášeň pro nakupování ji dovede do nemalých problémů.
Na děti se pro změnu obracel film G-Force – akční, rodinný a dobrodružný film o zvířecích špionech v režii Hoyta Yeatmana, supervizora vizuálních efektů filmů Krvavý příliv, Skála, Con Air, Armageddon a Klokan Jack. Ani v jednom případě však nebyl úspěch filmů nijak oslnivý.
Pro nové desetiletí se tak snažil se studiem Disney připravit další franšízu – adaptaci herní série Prince z Persie a vytvořit tak série alespoň stejně úspěšnou, jako Piráti z Karibiku. Ačkoliv jde o nejvýdělečnější filmovou adaptaci počítačové hry (v závěsu je s celosvětovými tržbami 274 mil. $ Lara Croft – Tomb Raider, byl film s celosvětovými tržbami 335 milionů dolarů zklamáním a zdá se, že k pokračování nedojde.
Studio i producent proto s nadějemi hledělo na další produkci, dobrodružnou fantasy Čarodějův učeň. Opětovné angažování Nicolase Cage, tentokrát do role kouzelnického mistra Balthazara Blakeam, který hledá pomocníka v boji proti svému úhlavnímu nepříteli Maximu Horvathovi (Alfred Molina) však nepřineslo kýžené výsledky. A to i přes obsazení vycházející hvězdy Jaye Baruchela. Celosvětové tržby 215 milionů byly velkým zklamáním.
V roce 2011 však naplánoval návrat ve velkém stylu – Piráti z Karibiku: Na vlnách podivna jsou nejen již čtvrtým dílem, ale zároveň začátkem nové trilogie. Jak už to u Bruckheimerových filmů bývá, kritika film ztrhala (ze všech pirátských filmů měl nejhorší recenze), avšak diváci se do kin hrnuli – film vydělal přes miliardu dolarů. Kromě Johnnyho Deppa a Geoffreyho Rushe se ve filmu objevila Penélope Cruz a Ian McShane jako Černovous. Režisérem filmu byl Rob Marshall, známý jako tvůrce filmů Chicago, Gejša a Nine

#### V přípravách
V roce 2016 se natáčí další díl Pirátů z Karibiku. Plánuje se i třetí pokračování Lovců pokladů (2016). V nedávné době se objevily dohady a možné spolupráci s Tony Scottem na filmu Top Gun 2. Stejně jako v případě třetích Mizerů se však zatím jedná jen o fázi nápadu.

## Seriálová produkce
Do televize vstoupil již koncem 90. let 20. století. Naplno se však jeho produkční společnost Jerry Bruckheimer Televisions rozeběhla v roce 2000 a málokdo čekal, že půjde o tak masivní a úspěšný nástup. Hlavním důvodem pro rozhodnutí společnost založit byla rychlost, s kterou televizní médium operuje
"... můžete čekat na (filmový) projekt deset let, než se začne dělat. V televizi ho koupí, během dvou měsíců z toho musí být scénář a když řeknou ano, začne se to točit"
Prvním dílem této produkční společnosti byla Kriminálka Las Vegas kterou pro CBS připravil Anthony E. Zuiker. Kriminální drama o práci a případech forenzních specialistů v Las Vegas, je vysílána se od října 2000 a stále patří k nejpopulárnějším kriminálním seriálům, ačkoliv si vysloužila dost kritiky, ať už ze strany policie, tak PTC (Parents Television Council)
Reality show v níž dvojice soutěžících závodí okolo světa za pomocí helikoptér, letadel, balónů, náklaďáků, kol, taxíků, autobusů, vlaků, aut, lodí… anebo pěšky, aby našli stopy vedoucí dál a nakonec k finanční výhře, to je The Amazing Race.
V roce 2002 bylo již jasné, že se koncept CSI ujal, a proto z této franšízy vyrostl spin-off v podobě Kriminálky Miami. Vysílá se (premiérově na CBS) od září 2002 (pilot byl vysílán již v květnu, jako epizoda Kriminálky Las Vegas. Úspěch původního seriálu, i jeho spin-offu byl tak velký, že CBS začala od září 2004 vysílat další, tentokrát Kriminálka New York.
Seriál známý v České republice jako Beze stopy vysílala televize CBS od září 2002 do května 2009. Popisoval práci fiktivní jednotky FBI, která pátrá po pohřešovaných osobách. Ačkoliv docházelo ke crossoverům s Kriminálkami, dosáhla průměrná sledovanost bezmála 19 milionů diváků na epizodu (ve 3. sezóně).
Od září 2003 do května 2010 obohatily televizi CBS Odložené případy neboli Cold case, což je v policejním žargonu označení odložených a nevyřešených případů, které se však po letech s novými informacemi a technologiemi dají rozplést. Seriál sleduje fiktivní filadelfskou jednotku, která se specializuje právě na tyto případy.
Poměrně krátkodobou záležitostí byl seriál E-Ring, na Slovensku vysílaný jako E-Ring: Pentagón - krídlo E. Křídlo E je jedno z křídel Pentagonu, v němž se plánují vojenské akce. NBC uvedla seriál v září 2005, což se mu nakonec stalo osudné. Stanice ABC v tutéž dobu nasadila seriál Ztracení. Příběhy Benjamina Bratta jako major Jamese Tisnewského, bývalého člena Delta Force a Dennise Hoppera jako plukovníka Eli McNultyho byly tak již v únoru staženy z vysílacích časů a v květnu 2006 byl seriál zrušen.
O něco déle vydržel na obrazovkách seriál Zločiny ze sousedství, vysílaný premiérově na stanici CBS od října 2005 do května 2007. Příběhy zástupkyně prokurátora Annabeth Chasová (Jennifer Finniganová) a Maureen Scofield (Kimberly Elise) v Indianopolis. Z právnického prostředí byl i další seriál, Just Legal. Hlavní tahákem soudního dramatu měl být ostřílený právník alkoholik v podání Dona Johnsona a mladičký právník ve ztvárnění Jaye Baruchela. Poté, co byl premiérový díl odvysílán 19. září 2005, byl seriál po třech epizodách 3. října 2005 zrušen. Rok na to odvysílala WB i dalších 5 zbylých epizod.
Podobným neúspěchem skončil i další počin, tentokrát první Bruckheimerův pokus o proniknutí na pole komediálních seriálů - Modern Men. Sitcom o třech svobodných mládencích, kteří si najmou životní trenérku (Jane Seymour), aby jim pomohla s jejich vztahy. První (a prozatím poslední) sitcom z Bruckheimerovy produkce byl již 18. května 2006 po 8 dílech zrušen.
Život a práci čtyř losangeleských právníků sledoval seriál Spravedlnost, premiérově uveden na stanici Fox, kde byl neustále měněn jeho vysílací čas se snahou zvýšit sledovanost (ta byla kolem 2-5 milionů). To se však nepodařilo, a tak byl v květnu 2007 seriál zrušen. Z obsazení byl nejznámější tváří Victor Garber jako Ron Trott, který dříve hrál lodního stavitele Thomase Andrewse v Titanicu Jamese Camerona.
Seriál Eleventh Hour(Jedenáctá hodina), na Slovensku uváděný jako Nulová šanca, je založený na stejnojmenné britské sérii (kde hlavní roli ztvárnil hrál Patrick Steward). Dr. Jacob Hood (zde Rufus Sewell), brilantní biofyzik a speciální poradce pro vědu FBI, vyšetřuje zločiny vědecké povahy – ačkoliv zde absentuje nadpřirozeno, byl seriál přirovnáván k Aktům X, snad také proto, že Hood pracuje v tandemu se speciální agentkou Rachel Youngovou (Marley Shelton, známa z filmu Planeta Teror). Od října 2008 do dubna 2009 byla vysílána na stanici CBS a po jejím zrušení (sledovanost byla kolem 10 milionů) se rozjela fanouškovská kampaň na obnovení seriálu.
Miami Medical, (původní název byl Miami Trauma) byl seriál, s nímž se Bruckheimer snažil expandovat na pole lékařských seriálů. Vysílán byl od dubna 2010 na CBS, avšak již v květnu stanice ohlásila konec seriálu a v červenci tak byl odvysílán poslední díl (sledovanost klesala ze 7 na 5 milionů diváků). Diváci tak přišli například o plánovaný crossover se seriálem Kriminálka Miami.
O něco delší trvání měl další kriminální seriál Zapomenutí, v němž se šestice dobrovolníků vedená bývalým detektivem Alexem Donovanem (Christian Slater) pracuje na případech vražd s neidentifikovanými oběťmi. Stanice ABC odvysílala mezi zářím 2009 a červencem 2010 celkem 8 epizod.
Jedním z nejnovějších přírůstků do rodiny kriminálních seriálů je Dark Blue, kterou od července 2009 vysílala stanice TNT. Tajná policejní jednotka LAPD vyšetřuje zločiny uvnitř i vně policie. Osud seriálu byl ovšem s ohledem na minimální sledovanost (nepřesahující průměrně ani 2 miliony) značně nejistý, a tak koncem roku 2010 skončil.
Nepříliš úspěšné byly i další dva seriály - The Whole Truth, seriál stanice ABC, jehož sloganem bylo "Každý zločin má dvě strany - obhajobu a obžalobu - někde mezi leží pravda". Seriál má nabídnout pohled na soudní případy z obou jmenovaných stran a vysílal se září 2010 do ledna 2011.
Od září 2010 se na stanici NBC vysílal seriál o texaské jednotce amerických šerifů (U.S. Marshalls) stíhající zločince po celé americe Chase. Reakce na něj byly rozporuplné a prozatím poslední díl byl vysílán v květnu 2011.

## Produkce počítačových her
Jerry Bruckheimer ohlásil koncem roku 2009 založení Jerry Bruckheimer Games

## Filmy
- Křest ohněm aka Culpepperovi hoši (1972)
- Sbohem buď, lásko má (1975)
- Pochoduj nebo zemři (1977)
- Výzva (1980)
- Americký gigolo (1980)
- Zloděj (1981)
- Lékařská akademie (1982)
- Flashdance (1983)
- Zloděj citů (1984)
- Policajt v Beverly Hills (1984)
- Top Gun (1986)
- Dny hromu (1990)
- Mizerové (1995)
- Krvavý příliv (1995)
- Nebezpečné myšlenky (1995)
- Skála (1996)
- Con Air (1997)
- Armageddon (1998)
- Nepřítel státu (1998)
- Divoké kočky (2000)
- 60 sekund (2000)
- Vzpomínka na Titány (2000)
- Černý jestřáb sestřelen (2001)
- Pearl Harbor (2001)
- Mizerové 2 (2003)
- Klokan Jack (2003)
- Veronica Guerin (2003)
- Piráti z Karibiku - Prokletí Černé perly (2003)
- Lovci pokladů (2004)
- Král Artuš (2004)
- Cesta za vítězstvím (2006)
- Déjà vu (2006)
- Piráti z Karibiku: Truhla mrtvého muže (2006)
- Lovci pokladů 2: Kniha tajemství (2007)
- Piráti z Karibiku: Na konci světa (2007)
- G-FORCE (2009)
- Báječný svět shopaholiků (2009)
- Princ z Persie: Písky času (2010)
- Čarodějův učeň (2010)
- Piráti z Karibiku: Na vlnách podivna (2011)

## Televize

### Televizní filmy
- Max Q (1998) (výkonný producent)
- Cena za život (1999) (výkonný producent)
- Fearless (2004) (koproducent)

#### Reality show
- The Amazing Race (2001–současnost) (výkonný producent)
- Take the Money and Run (2011-současnost) (výkonný producent)

#### Komedie
- Modern Men (2006) (výkonný producent)

#### Drama
- Kriminálka Las Vegas (2000-současnost) (výkonný producent)
- Beze stopy (2002–2009) (výkonný producent)
- Kriminálka Miami (2002–současnost) (výkonný producent)
- Profiles from the Front Line (2003) (výkonný producent)
- Skin (2003) (výkonný producent)
- Odložené případy (2003–2010) (výkonný producent)
- Kriminálka New York (2004–současnost) (výkonný producent)
- Just Legal (2005–2006) (výkonný producent)
- E-Ring (2005–2006) (výkonný producent)
- Zločiny ze sousedství (2005–2007) (výkonný producent)
- Spravedlnost (2006) (výkonný producent)
- Eleventh Hour (2008–2009) (výkonný producent)
- Zapomenutí (2009–2010) (výkonný producent)
- Dark Blue (2009–2010) (výkonný producent)
- Miami Medical (2010) (výkonný producent)
- Chase (2010–2011) (výkonný producent)
- The Whole Truth (2010) (výkonný producent)

#### Pilotní filmy
- The Legacy byl natočen pro United Paramount Network pro sezónu 2002-2003, scenáristou byl Simon Kinberg a režie se ujal Jim Gillespie.
- Televizní minisérie HBO inspirovaná filmem Cocaine Cowboys vzniká ve spolupráci Jerryho Bruckheimera a Michaela Baye, Alfreda Spellmana a Billyho Corbena. Tématem série budou rané dny obchodu s kokainem v Miami.